# Mackenheim
Mackenheim est une commune française située dans la circonscription administrative du Bas-Rhin et, depuis le 1er janvier 2021, dans le territoire de la Collectivité européenne d'Alsace, en région Grand Est.
Cette commune se trouve dans la région historique et culturelle d'Alsace.

## Géographie
Situé à mi-chemin entre Strasbourg et Mulhouse, à 2 km du Rhin, ce village du Ried de l'Alsace centrale compte aujourd'hui près de 750 habitants. Le village fait partie du canton de Marckolsheim et de l'arrondissement de Sélestat-Erstein.
Deux paysages caractérisent son territoire : les espaces agricoles où domine la culture du maïs et la forêt du Rhin reconnue comme un espace naturel remarquable. Plusieurs grands édifices construits pour l’essentiel au XIXe siècle (l’église, l’ancienne synagogue, la mairie-école, le presbytère, la maison forestière…) donnent au village un cachet particulier. Aujourd’hui, la préservation du patrimoine bâti ancien se conjugue avec la création de nouvelles zones d’habitation.
| Hessenheim | Bootzheim    | Artolsheim                          |
|            | Mackenheim   | Wyhl am Kaiserstuhl ( Allemagne)    |
| Ohnenheim  | Marckolsheim | Sasbach am Kaiserstuhl ( Allemagne) |

### Cours d'eau
- Le Rhin ;
- le Mulhbach ;
- le Steingriengissen ;
- l'Ischert.

### Hydrographie

#### Réseau hydrographique
La commune est dans le bassin versant du Rhin au sein du bassin Rhin-Meuse. Elle est drainée par le canal du Rhone au Rhin, le Grand canal d'Alsace, le Rhin, le ruisseau le Muhlbach de Schoenau, le ruisseau l'Ischert et le ruisseau le Saulach,.
Le canal du Rhône au Rhin, d'une longueur de 133 km, relie la Saône, affluent navigable du Rhône, au Rhin, par la vallée du Doubs et son prolongement en Haute Alsace jusqu'à Niffer sur le Rhin, un autre prolongement rejoignant Strasbourg par la canalisation de l'Ill.
Le Grand canal d'Alsace, d'une longueur de 93 km, prend sa source dans la commune de Schœnau et se jette  dans 0 à Erstein, après avoir traversé 31 communes.
Le Rhin, long de 1 233 km est le plus long fleuve se déversant dans la mer du Nord et de l'une des voies navigables les plus fréquentées du monde. Il traverse la Suisse, l'Autriche, l'Allemagne et les Pays-Bas et marque la frontière entre l'Allemagne et la France.
Le Muhlbach de Schoenau, d'une longueur de 31 km, prend sa source dans la commune de Biesheim et se jette  dans la canal d'alimentation du Bassin de Plobsheim à Sundhouse, après avoir traversé dix communes.

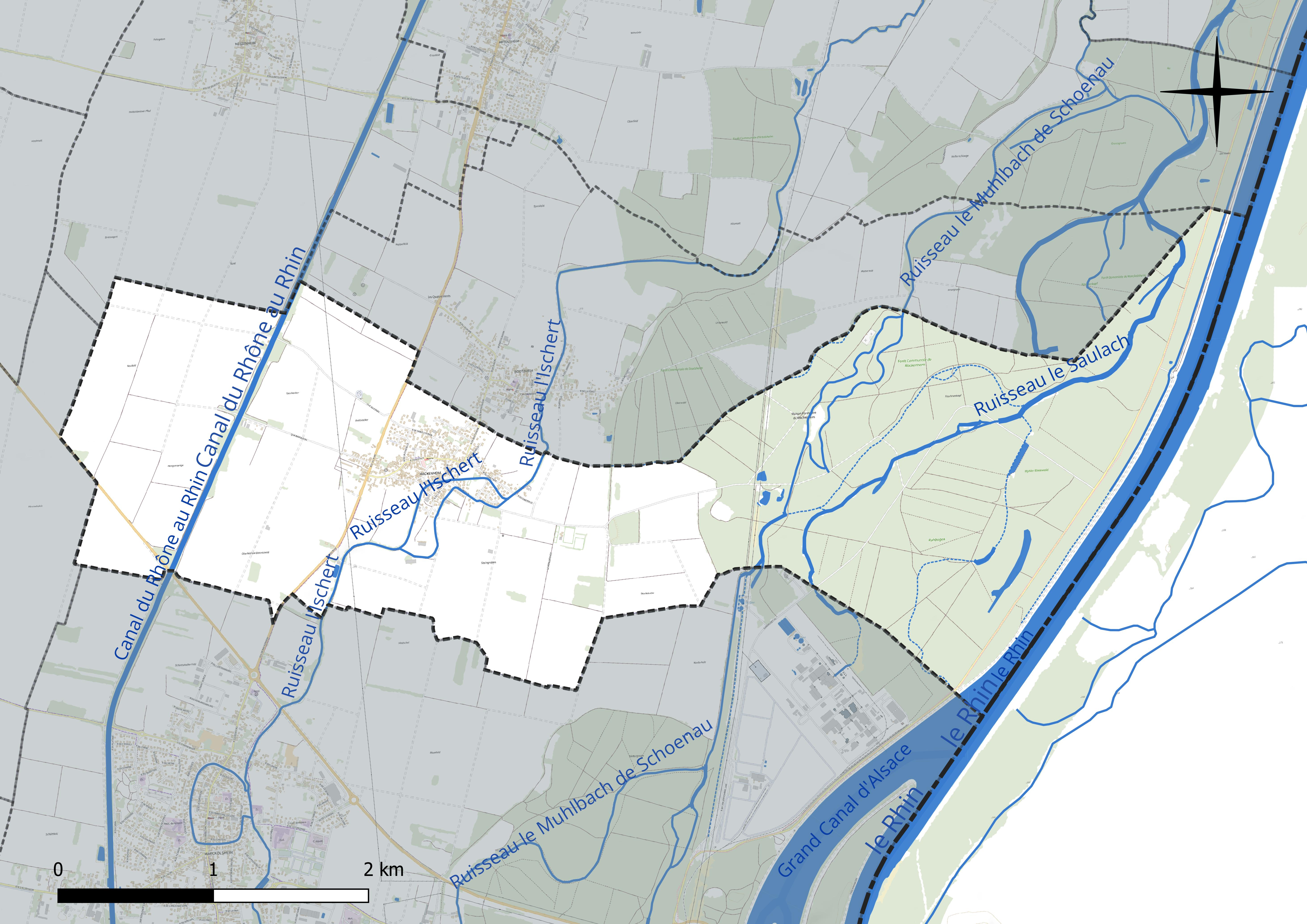
Réseau hydrographique de Mackenheim.

L'Ischert, d'une longueur de 26 km, prend sa source dans la commune de Artzenheim et se jette  dans la canal d'alimentation du Bassin de Plobsheim à Diebolsheim, après avoir traversé onze communes.

#### Gestion et qualité des eaux
Le territoire communal est couvert par le schéma d'aménagement et de gestion des eaux (SAGE) « Ill Nappe Rhin ». Ce document de planification concerne la nappe phréatique rhénane, les cours d'eau de la plaine d'Alsace et du piémont oriental du Sundgau, les canaux situés entre l'Ill et le Rhin et les zones humides de la plaine d'Alsace. Le périmètre s’étend sur 3 596 km2. Il a été approuvé le 17 janvier 2005. La structure porteuse de l'élaboration et de la mise en œuvre est la région Grand Est.
La qualité des cours d’eau peut être consultée sur un site dédié géré par les agences de l’eau et l’Agence française pour la biodiversité.

### Climat
Pour des articles plus généraux, voir Climat du Grand Est et Climat du Bas-Rhin.
En 2010, le climat de la commune est de type climat océanique altéré, selon une étude du Centre national de la recherche scientifique s'appuyant sur une série de données couvrant la période 1971-2000. En 2020, Météo-France publie une typologie des climats de la France métropolitaine dans laquelle la commune est exposée à un climat semi-continental et est dans la région climatique  Alsace, caractérisée par une pluviométrie faible, particulièrement en automne et en hiver, un été chaud et bien ensoleillé, une humidité de l’air basse au printemps et en été, des vents faibles et des brouillards fréquents en automne (25 à 30 jours).
Pour la période 1971-2000, la température annuelle moyenne est de 10,6 °C, avec une amplitude thermique annuelle de 17,8 °C. Le cumul annuel moyen de précipitations est de 590 mm, avec 7,8 jours de précipitations en janvier et 9,4 jours en juillet. Pour la période 1991-2020, la température moyenne annuelle observée sur la station météorologique de Météo-France la plus proche, « Selestat Sa », sur la commune de Sélestat à 12 km à vol d'oiseau, est de 11,4 °C et le cumul annuel moyen de précipitations est de 621,1 mm. 
La température maximale relevée sur cette station est de 39,3 °C, atteinte le 13 août 2003 ; la température minimale est de −17 °C, atteinte le 20 décembre 2009,,.
Les paramètres climatiques de la commune ont été estimés pour le milieu du siècle (2041-2070) selon différents scénarios d'émission de gaz à effet de serre à partir des nouvelles projections climatiques de référence DRIAS-2020. Ils sont consultables sur un site dédié publié par Météo-France en novembre 2022.

## Urbanisme

### Typologie
Au 1er janvier 2024, Mackenheim est catégorisée bourg rural, selon la nouvelle grille communale de densité à sept niveaux définie par l'Insee en 2022.
Elle est située hors unité urbaine. Par ailleurs la commune fait partie de l'aire d'attraction de Marckolsheim, dont elle est une commune du pôle principal,. Cette aire, qui regroupe 4 communes, est catégorisée dans les aires de moins de 50 000 habitants,.

### Occupation des sols
L'occupation des sols de la commune, telle qu'elle ressort de la base de données européenne d’occupation biophysique des sols Corine Land Cover (CLC), est marquée par l'importance des territoires agricoles (50,8 % en 2018), une proportion sensiblement équivalente à celle de 1990 (51,1 %). La répartition détaillée en 2018 est la suivante : 
terres arables (45,5 %), forêts (40,7 %), zones agricoles hétérogènes (5,3 %), eaux continentales (4,7 %), zones urbanisées (3,8 %). L'évolution de l’occupation des sols de la commune et de ses infrastructures peut être observée sur les différentes représentations cartographiques du territoire : la carte de Cassini (XVIIIe siècle), la carte d'état-major (1820-1866) et les cartes ou photos aériennes de l'IGN pour la période actuelle (1950 à aujourd'hui).

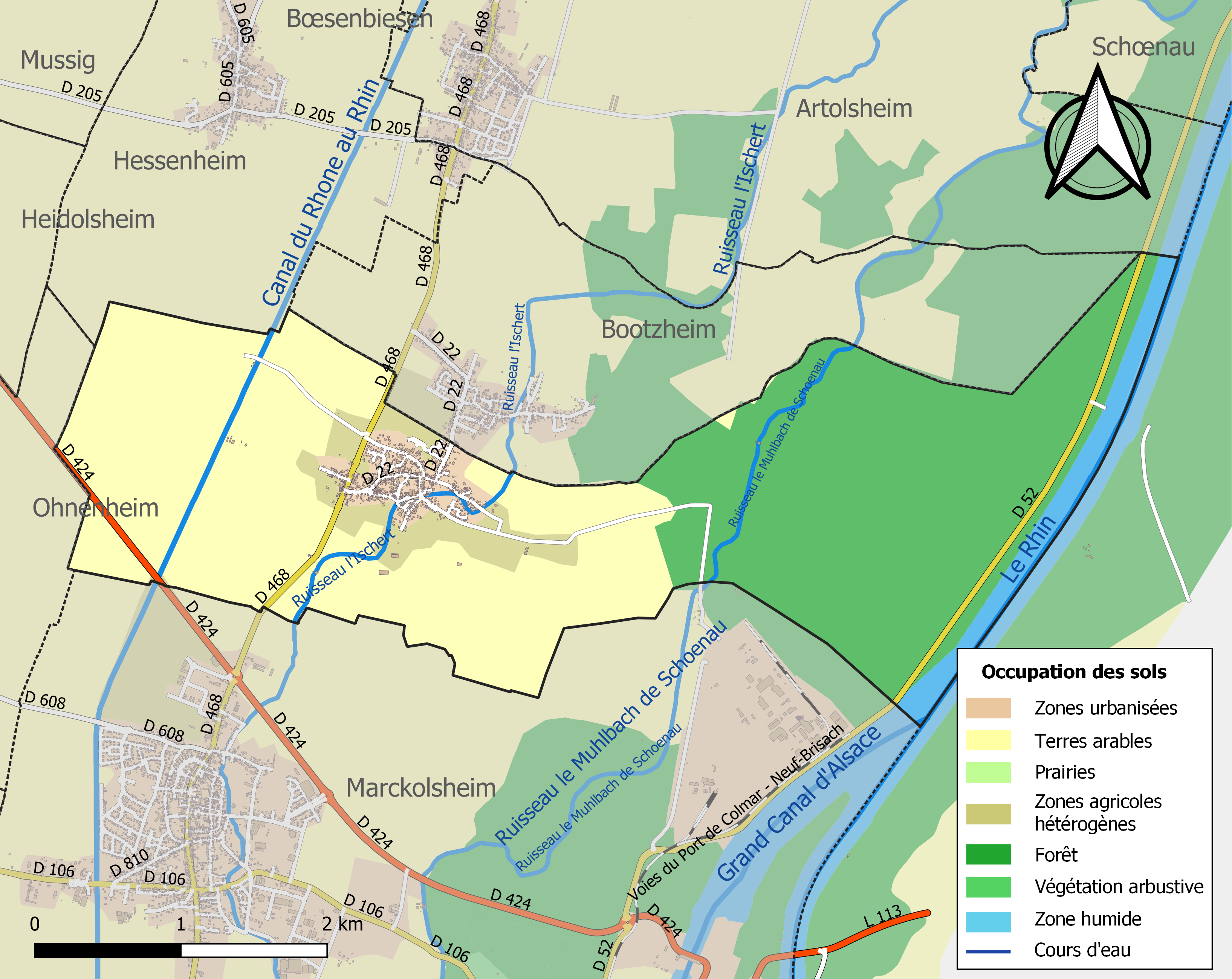
Carte des infrastructures et de l'occupation des sols de la commune en 2018 (CLC).

## Histoire

### Apparition du village
Dès 896, un village nommé « Mathunheim » est localisé dans les alentours de Mackenheim. Autour de l'an mil, Mackenheim apparaît dans des textes de l'abbaye de Hugshoffen qui possédait des biens dans des villages appelés alors « Maclenen » (1064) ou « Mochenheim » (1224). De récentes fouilles ont révélé les traces du village primitif, proche du cimetière, avec la découverte d'un puits, de fonds de cabanes (celle d'un tisserand) et de diverses céramiques. En l'an 1000, le nom du village apparaît pour la première fois dans un document de l'abbaye de Honcourt qui y possède des terres confirmé vers 1167 dans un acte signé de la main de l'empereur Frédéric Barberousse. Outre, Honcourt et Pairis, l'abbaye d'Ebersmunster est également possessionnée dans la localité. L'acte est confirmée en 1163 par l'empereur Frédéric Barberousse (1122-1190).

### Le Moyen Âge
Au XIIe siècle, la première église de Mackenheim est construite à l'emplacement où se trouve aujourd'hui le cimetière et la chapelle dont il ne subsiste plus que le chœur et la base du clocher. Rodolphe de Habsbourg, qui résidait au château de Limberg, cède une partie de la forêt de Mackenheim à l'abbaye de Pairis comme le révèle un document de 1235 qui porte son sceau et sa signature. En 1375, le village est détruit par le feu à la suite d'un conflit opposant le duc Léopold III d'Autriche et Enguerrand VII de Coucy.

### La guerre de Trente Ans
Vers 1622, les troupes du colonel Hans Michael Elias von Obentraut engagent une bataille à Mackenheim contre les soldats à la solde du duc Léopold d'Autriche qui mettent le village à feu et à sang. L'église qui avait été fortement endommagée durant ces conflits est restaurée vers 1624. Le presbytère qui était resté intacte lors du conflit opposant les troupes du colonel et le duc Léopold d'Autriche est démonté et transféré en 1664 à Marckolsheim. La même année l'évêque de Strasbourg, Gabriel Haung, consacre deux nouvelle cloches à l'église paroissiale. Durant le Moyen Âge et jusqu'en 1693, le village est partagé en deux : Obermackenheim, la partie sud du village appartenant à l'abbaye Saint-Étienne de Strasbourg et la partie Nord, Untermackenheim à l'évêché de Strasbourg, qui seront unifiés en 1693.La même année l'Oberdord ou la partie sud du village allant de la rue principale est acheté par les sieurs de Flachsladen pour une somme de 3000 florins.

### La Révolution
La commune met en place en 1790 une garde nationale constituée de 40 volontaires pour défendre les acquis de la Révolution. Durant cette période, l'église est dévastée, ses biens vendus aux enchères, les cloches précipitées du haut de la tour en 1793 sont acheminées vers Strasbourg pour être fondues et servir à la fabrication de canons.Vers 1799, l'église qui avait subi des dégâts au cours de la Révolution est restaurée. Un nouvel orgue est acheté à la commanderie Saint-Jean de Sélestat pour la somme de 90 francs.

### Les inondations
Le 31 décembre 1801, le village est dévasté par de fortes crues du Rhin. Deux victimes sont à déplorer, et 32 maisons sont emportées par les inondations et 77 gravement endommagées. D'autres inondations dues aux crues du Rhin, ont également marquées l'histoire du village. Celle du 19 septembre 1852 à la suite d'une rupture de digue du Rhin a détruit 19 maisons. À la suite de cette catastrophe, un nouveau quartier a vu le jour avec la construction de 14 maisons financées par des souscriptions, des dons et un crédit extraordinaire du Prince Président Louis-Napoléon Bonaparte. Ce quartier s'appelle aujourd'hui "Quartier Napoléon". En 1833 le canal du Rhône au Rhin est mis en service.

### Les grands travaux
La fin du XIXe siècle est marquée par deux importants chantiers : celui de la construction d'une nouvelle église au centre du village, de style néo-gothique, achevée en 1866 et celui de la synagogue en 1867. En 1846 la nouvelle école des filles est construite, avec à l'étage, la salle du conseil municipal. Ils témoignent de la présence d'une population composée d'une importante communauté catholique (900 âmes) et d'une communauté israélite (160 personnes en 1891) présente dans la commune jusqu'au XXe siècle. D'importants travaux de restauration ont été menés dans les années 1980/1990, tant sur l'église appelée communément « La cathédrale du Ried » que sur la synagogue, cédée par la communauté Israélite à la commune qui l'a réaménagée en Maison des Jeunes et de la culture.

### Les deux guerres mondiales
Les deux guerres mondiales n'ont pas épargné le village - la première a été marquée par l'incorporation de force dans l'armée allemande de jeunes du village, la seconde par l'évacuation des habitants à Saint-Cyprien en Périgord, ville jumelée depuis 1993 avec Mackenheim.

### Héraldique
| Blason de Mackenheim | Blason  | D'or au palmier de sinople accosté de deux fleurs de lys de gueules. |
| Blason de Mackenheim | Détails |                                                                      |

## Politique et administration
| Période                                  | Période                   | Identité                                              | Étiquette      | Qualité |
| ---------------------------------------- | ------------------------- | ----------------------------------------------------- | -------------- | ------- |
| mars 2001                                | En cours (au 31 mai 2020) | Jean-Claude Spielmann, Réélu pour le mandat 2020-2026 | Sans étiquette |         |
| Les données manquantes sont à compléter. |                           |                                                       |                |         |

## Population et société

### Démographie
L'évolution du nombre d'habitants est connue à travers les recensements de la population effectués dans la commune depuis 1793. Pour les communes de moins de 10 000 habitants, une enquête de recensement portant sur toute la population est réalisée tous les cinq ans, les populations de référence des années intermédiaires étant quant à elles estimées par interpolation ou extrapolation. Pour la commune, le premier recensement exhaustif entrant dans le cadre du nouveau dispositif a été réalisé en 2005.

En 2022, la commune comptait 771 habitants, en évolution de +1,31 % par rapport à 2016 (Bas-Rhin : +3,17 %, France hors Mayotte : +2,11 %).
| 1793 | 1800 | 1806 | 1821 | 1831 | 1836 | 1841 | 1846  | 1851  |
| ---- | ---- | ---- | ---- | ---- | ---- | ---- | ----- | ----- |
| 566  | 465  | 692  | 922  | 929  | 963  | 932  | 1 010 | 1 026 |

| 1856 | 1861 | 1866 | 1871 | 1875 | 1880 | 1885 | 1890 | 1895 |
| ---- | ---- | ---- | ---- | ---- | ---- | ---- | ---- | ---- |
| 958  | 938  | 965  | 925  | 852  | 863  | 816  | 802  | 787  |

| 1900 | 1905 | 1910 | 1921 | 1926 | 1931 | 1936 | 1946 | 1954 |
| ---- | ---- | ---- | ---- | ---- | ---- | ---- | ---- | ---- |
| 778  | 783  | 787  | 781  | 725  | 669  | 620  | 602  | 528  |

| 1962 | 1968 | 1975 | 1982 | 1990 | 1999 | 2005 | 2006 | 2010 |
| ---- | ---- | ---- | ---- | ---- | ---- | ---- | ---- | ---- |
| 592  | 580  | 628  | 598  | 682  | 654  | 680  | 674  | 727  |

| 2015 | 2020 | 2022 | - | - | - | - | - | - |
| ---- | ---- | ---- | - | - | - | - | - | - |
| 765  | 757  | 771  | - | - | - | - | - | - |

### Sport

#### Football
L'équipe de l'AS Mackenheim est en troisième division de football amateur (District). Lors de la saison 2017-2018, les violences déployées lors des matchs sur son terrain incitent les autres clubs à engager des arbitres supplémentaires pour protéger leurs joueurs. Une décision de boycotter les déplacements sur le terrain de l'équipe de Mackenheim a également été évoquée par plusieurs clubs du district, qui estiment préférer donner des points au club sans jouer plutôt que de mettre leurs joueurs en danger.
Le 6 mai 2018, lors du match AS Mackenheim - AS Benfeld, trois joueurs de Benfeld d'origine africaine sont la cible des supporteurs, qui envahissent le terrain pour les agresser, notamment à l'arme blanche, aidés par certains joueurs dont le capitaine de Mackenheim, déjà suspendu pour violences précédemment. L'un des joueurs de Benfeld, pris de convulsions après les coups, reçoit au même moment un carton rouge ; il doit être évacué en urgence, victime entre autres d'un traumatisme crânien et d'une fracture de la tempe. En juin 2018, la commission de discipline du District sanctionne deux joueurs de Benfeld et deux joueurs de Mackenheim pour « brutalité à l'égard d'un joueur ». Le club recevant est condamné à 60 euros d'amende pour l'envahissement de la pelouse et l'agression armée du supporteur, et le district écarte tout caractère raciste dans les faits reprochés. Après appel du club de Benfeld, les sanctions sont confirmées, Mackenheim étant de plus suspendu pour quatre matchs et l'amende augmentée à 100 euros, pour manquement à la sécurité. Le délégué interministériel à la lutte contre le racisme, Frédéric Potier, a tout de même écrit au président du club de Mackenheim pour lui demander de préciser son point de vue sur les faits et les mesures qu'il comptait prendre.

## Jumelages
- Saint-Cyprien (France) depuis 1993.

Le jumelage de Mackenheim avec Saint-Cyprien dans le Périgord Noir date de 1993 mais les premiers contacts entre les deux communes ont eu lieu en 1989. Ce jumelage est lié à un épisode particulièrement douloureux de l’histoire de notre commune : l'évacuation de la population en septembre 1939 vers le Périgord. Durant un an, tous les habitants de Mackenheim résidèrent à Saint-Cyprien.
Par le jumelage, Mackenheim et Saint-Cyprien ont voulu consolider et développer les liens historiques qui se sont noués en 39. Il  permet de préserver, au travers d’échanges réguliers, des liens de solidarité et d’amitié. Pour ce faire, les comités de jumelage de Mackenheim et de Saint-Cyprien organisent des rencontres tous les deux ans. En mai 2007, ce sont les Mackenheimois qui ont rendu visite à leurs amis cypriotes ; ceux-ci sont attendus à Mackenheim en 2009. Leur séjour en Alsace sera l’occasion de célébrer le 70e anniversaire de l’évacuation des habitants de Mackenheim vers la Dordogne.

## Lieux et monuments

### Église Saint-Étienne
L'ancienne église paroissiale étant devenue trop petite, la municipalité décide en 1849 de construire un nouvel édifice, au centre du village. La première fondation n'est posée qu'en 1864 à l'emplacement où se trouvait une grande ferme, remontée un peu plus loin. Les plans de la nouvelle église sont dévoilés par Antoine Ringeisen, architecte très connu de l'arrondissement de Sélestat. De style néo-gothique, l'église comporte un clocher en façade, une impressionnante nef voûtée, de six travées, flanqués de collatéraux, et un chœur à chevet polygonal. L'œuvre est remarquable et l'église est connue sous le nom de cathédrale du Ried. Les travées ont fait l'objet de travaux durant l'année 2009 qui ont pris fin en 2010,.

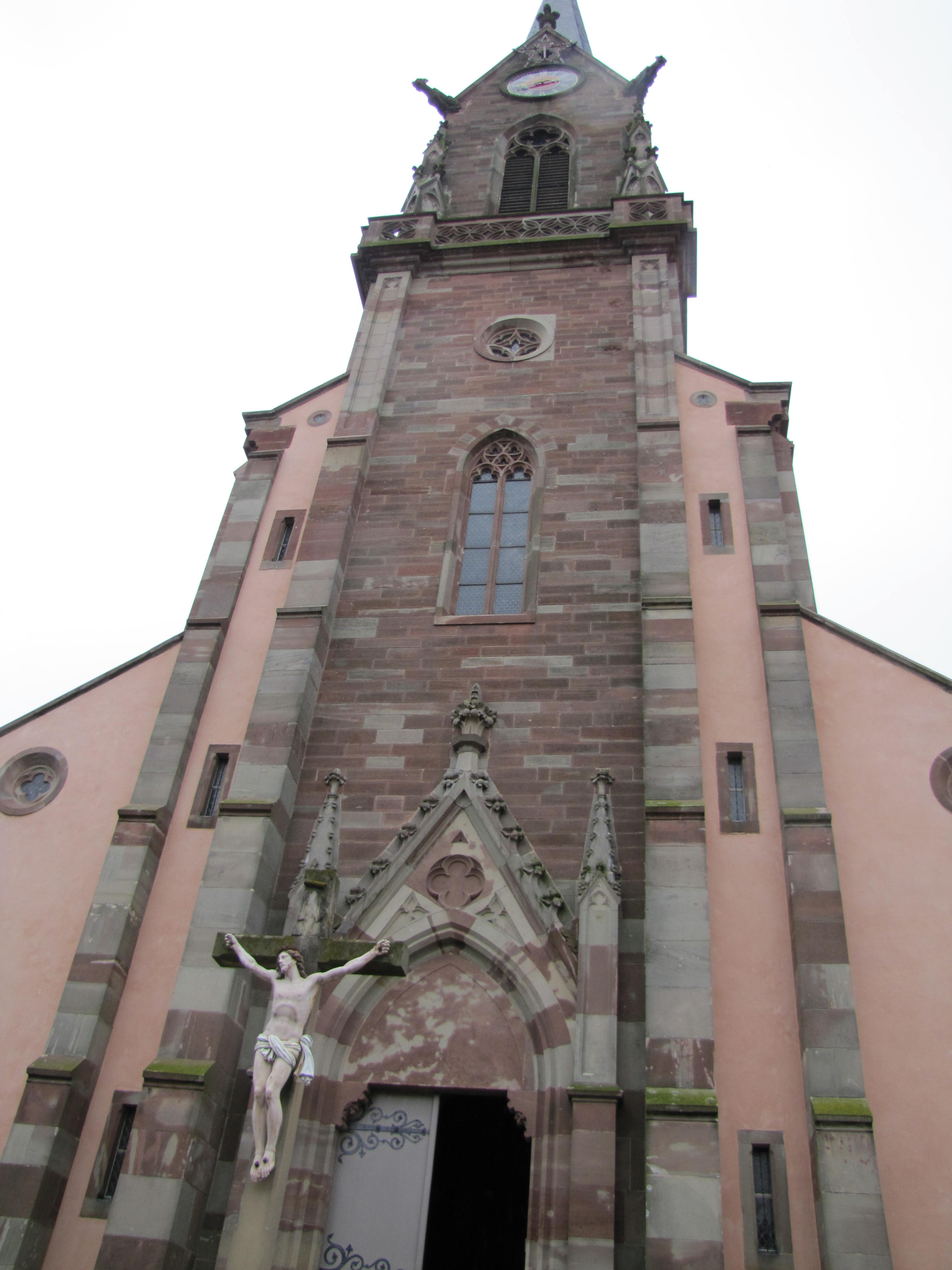
Clocher-porche de l'église Saint-Étienne.
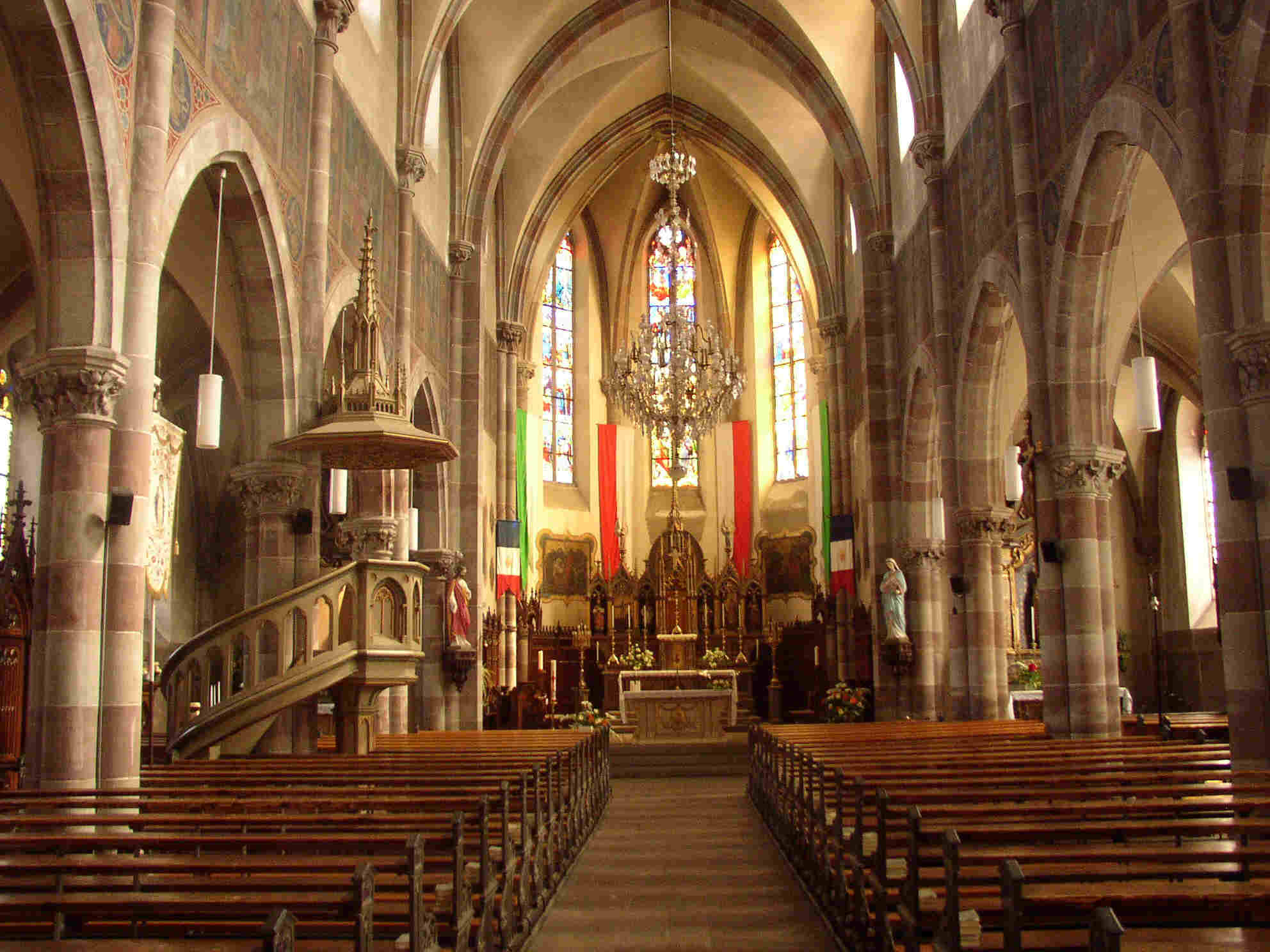
Vue intérieure de la nef vers le chœur.
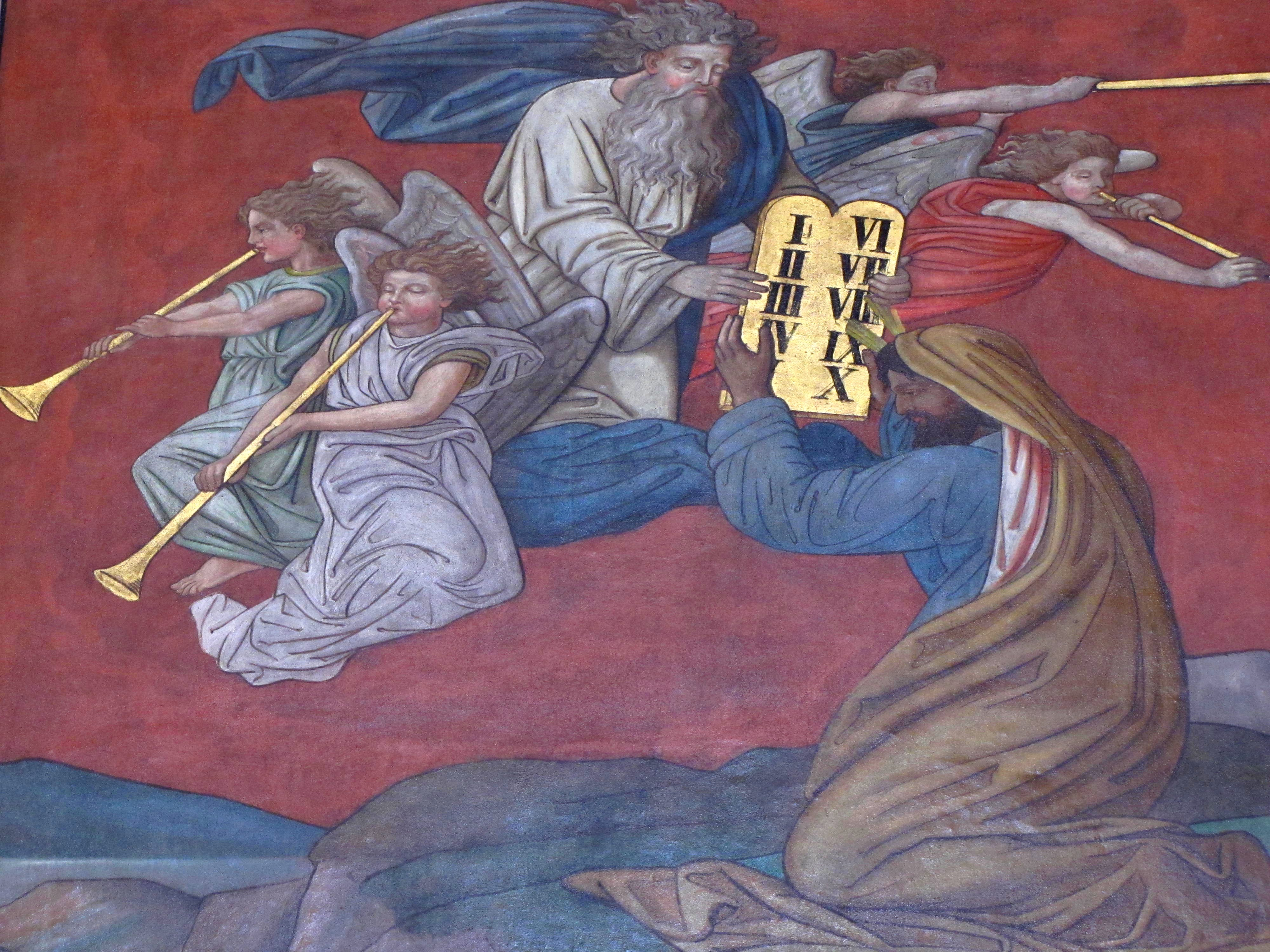
Peinture monumentale de Jean Weyh (XIXe).
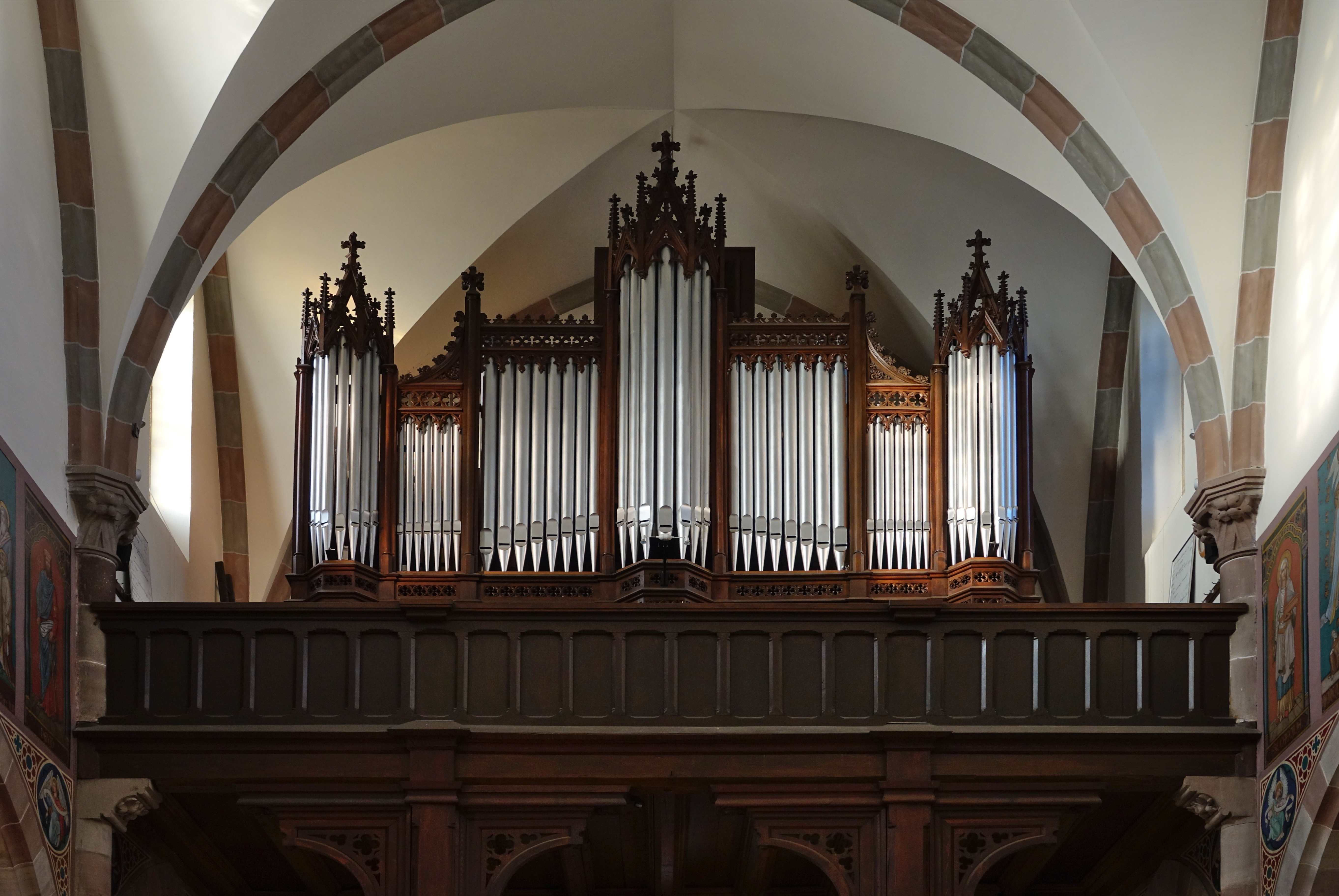
L'orgue.
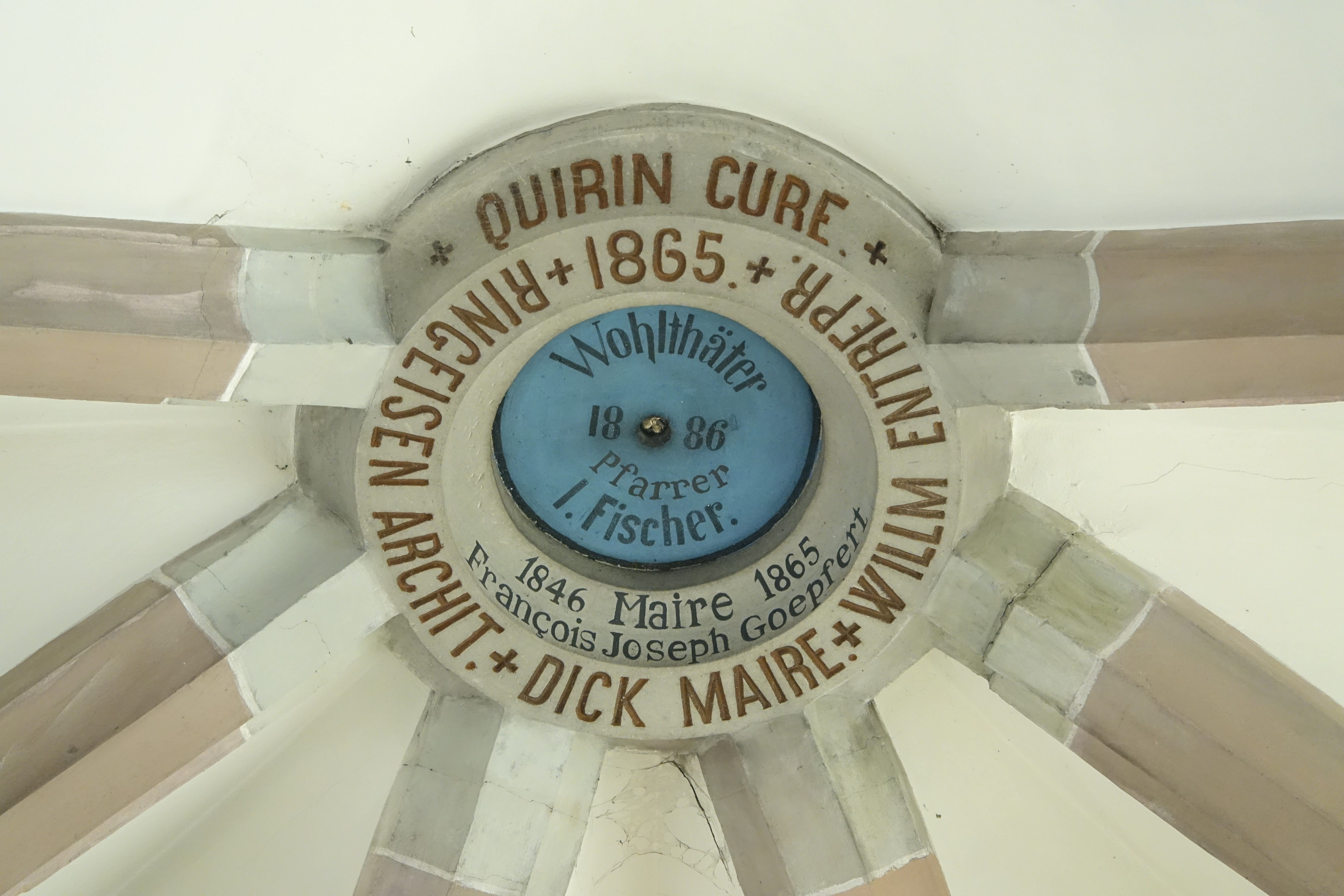
La croisée des transepts.

### Cimetière juif (début duXVIIesiècle)

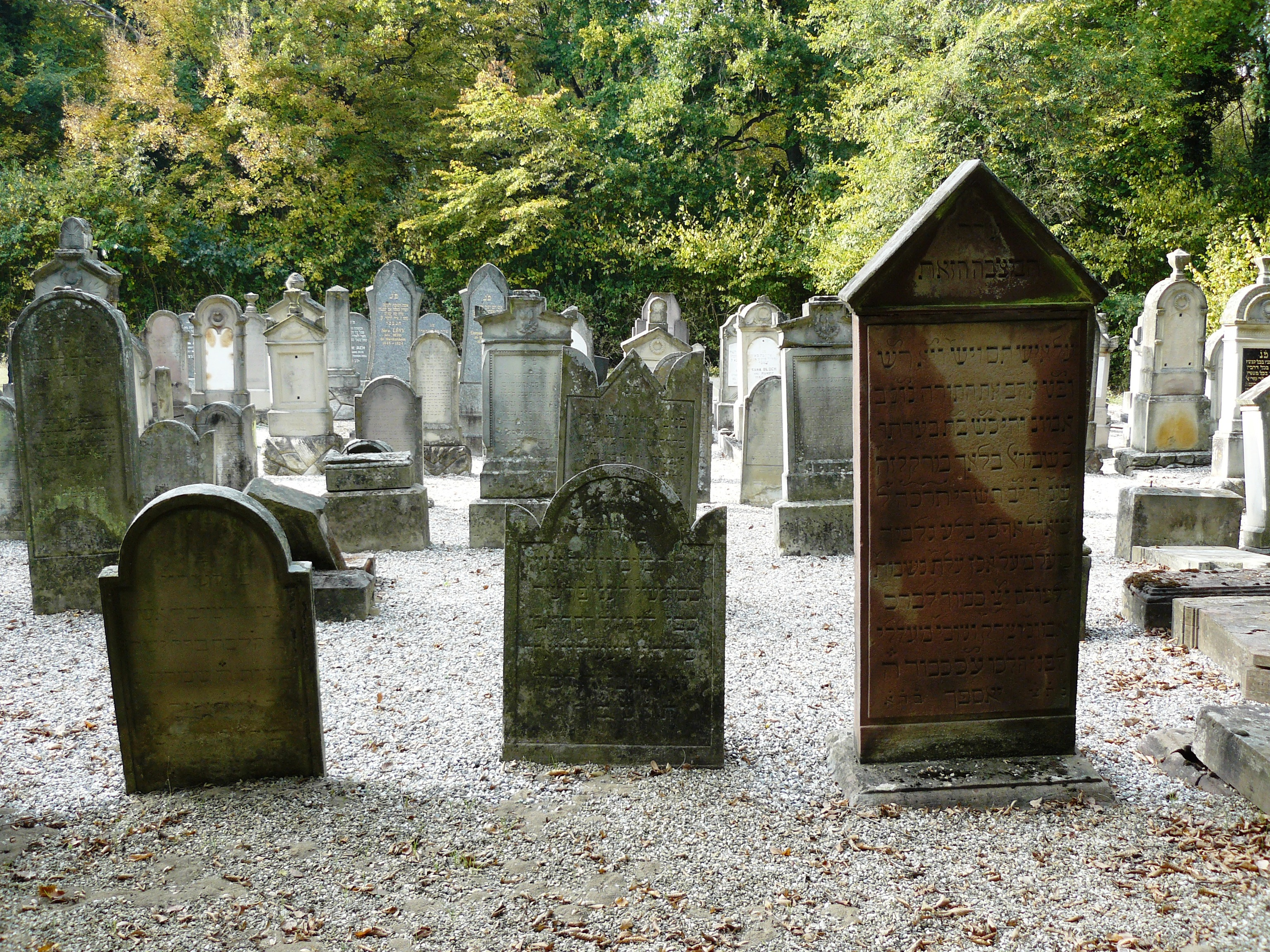
Cimetière juif de Mackenheim.

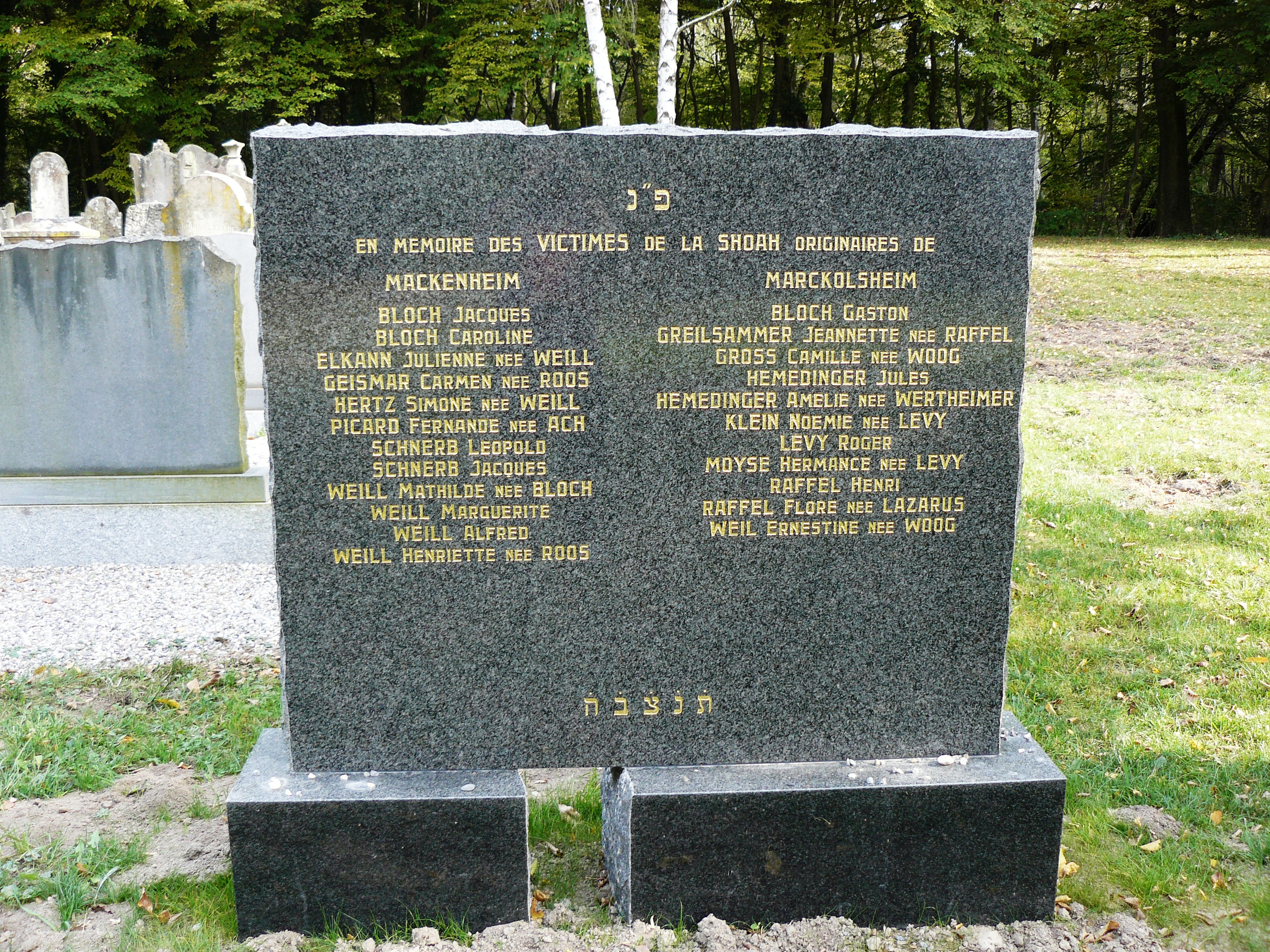
Monument en mémoire des victimes de la Shoah.

Le cimetière juif de Mackenheim (inscrit aux monuments historiques depuis 2001) est situé dans un espace forestier, à l'écart du village, en bordure du chemin du Muehlweg, à proximité d'un cours d'eau, le Muhlbach. Il comprend trois sections. Les tombes les plus récentes sont situées à l'extrémité nord-ouest, près de la cabane à outils. La partie centrale et l'extrémité sud-ouest semblent à l'abandon. Dans la partie centrale du cimetière, on note un grand nombre de stèles renversées ou menacées de détérioration. Peut-être qu'une partie d'entre elles ont été emportées par les inondations de l'année 1629 ? Le cimetière de Mackenheim servait de lieu de sépulture pour les habitants de Marckolsheim, Mackenheim, Grussenheim, Riedwihr, Diebolsheim, Bœsenbiesen, Gerstheim, Bischheim, et Vieux-Brisach d'où l'on venait par bateau sur le Rhin. À côté du cimetière se trouve une maison mortuaire qui servait autrefois au lavement des morts et qui sert aujourd'hui de cabane  pour le rangement des outils. Les juifs sont implantés en Alsace depuis le XIIe siècle. Le judaïsme devient essentiellement rural après le massacre de juifs en 1349 à Strasbourg qui se dispersent dans les campagnes. Le cimetière juif de Mackenheim est cité pour la première fois dès 1608. Il se révèle très vite trop petit. La communauté juive de Mackenheim fait alors l'acquisition d'un terrain jouxtant le cimetière vers 1629, ce qui permet d'agrandir le cimetière. Un deuxième agrandissement a lieu en 1685, puis à nouveau en 1775. Une autre tentative d'agrandissement a lieu en 1819, mais les plans n'aboutissent pas. Les tombes les plus nombreuses remontent entre 1850 et 1880. Le centre du cimetière occupe les tombes les plus anciennes. Les tombes du XVIIIe siècle, très nombreuses, sont celles de personnes originaires du Bas-Rhin, du Haut-Rhin et du pays de Bade voisin. À la fin du XXe siècle, le cimetière appartient toujours à la communauté juive de Marckolsheim-Marckenheim, qui n'est plus représentée que par une seule famille à Marckolsheim. Pendant la Seconde Guerre mondiale, quelques tombes juives ont été profanées par les nazis,.

### Ancienne synagogue

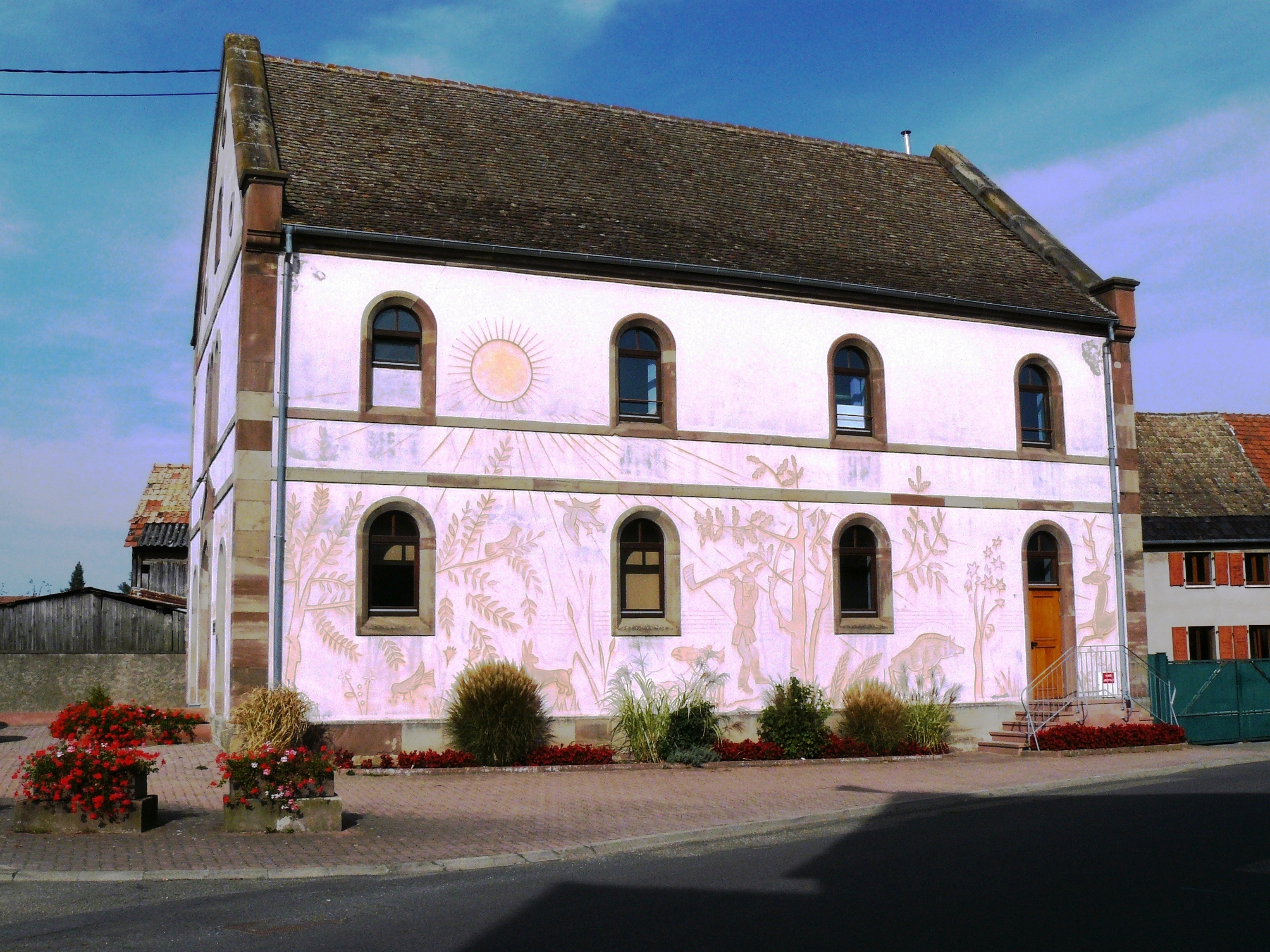
Ancienne synagogue de Mackenheim transformée aujourd'hui en maison de la culture et en bibliothèque municipale.

La communauté juive de Mackenheim était encore assez importante au XVIIe siècle. On comptait à cette époque cent trente personnes. Pendant la Seconde Guerre mondiale la communauté juive diminue rapidement passant de cinquante six membres en 1936 à quatre seulement en 1953. Dans les années 1970, l'ancienne synagogue est transformée en bibliothèque et maison de la culture par la municipalité. En 1983, la dernière famille juive de Mackenheim perd son chef et quitte le village.

### Ancienne boucherie juive (vers 1900)
Située 3 rue des Clés, cette petite construction avec un pignon du côté de la rue rappelle les bâtiments administratifs de l'époque wilhelmienne. Le bâtiment était conçue pour servir de boucherie à la communauté juive très nombreuse à l'époque à Mackenheim. L'abattage casher était une tradition importante pour cette religion. La boucherie est fermée après la Première Guerre mondiale, remplacé dans le village par un autre magasin.

### Mairie-école
Cet imposant bâtiment en brique est construit dans un style prussien. Seul le clocheton qui le surplombe différencie le bâtiment civil de casernes que l'administration allemande faisait bâtir après l'annexion de 1871.

### Ancienne école communale (1850)
Mairie, école de filles et mairie, école primaire de garçons,.

### Chapelle du cimetière
L'église paroissiale se trouvait avant 1866 à l'endroit où se trouve actuellement le cimetière de Mackenheim. La chapelle qui existe encore dans l'enceinte du cimetière catholique représente les restes de la nef de l'ancienne église paroissiale. L'ancienne église disposait d'un cimetière fortifié dont on aperçoit encore les restes d'un mur datant de l'époque. L'église était en outre entourée d'un fossé et d'une enceinte en terre, pouvant servir de refuge en cas de troubles. Le bâtiment de l'église a été partiellement démoli. Seule la base clocher-chœur d'époque romane a été conservée qui constitue actuellement la chapelle du cimetière. Des pierres tombales, intégrées au mur extérieur proviennent de la famille des Walbach, anciens seigneurs de Mackenheim-le-Bas.

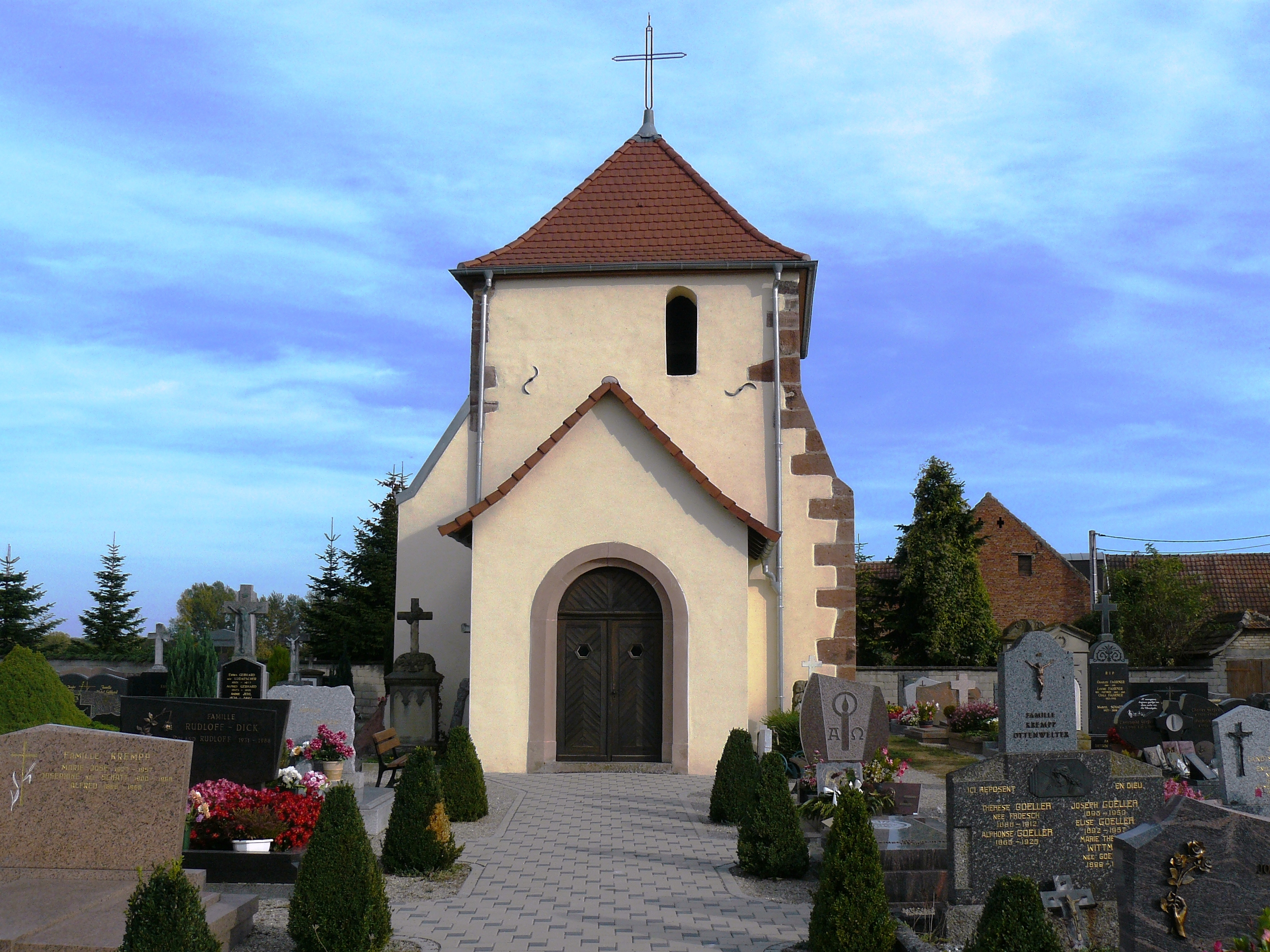
Chapelle du cimetière.
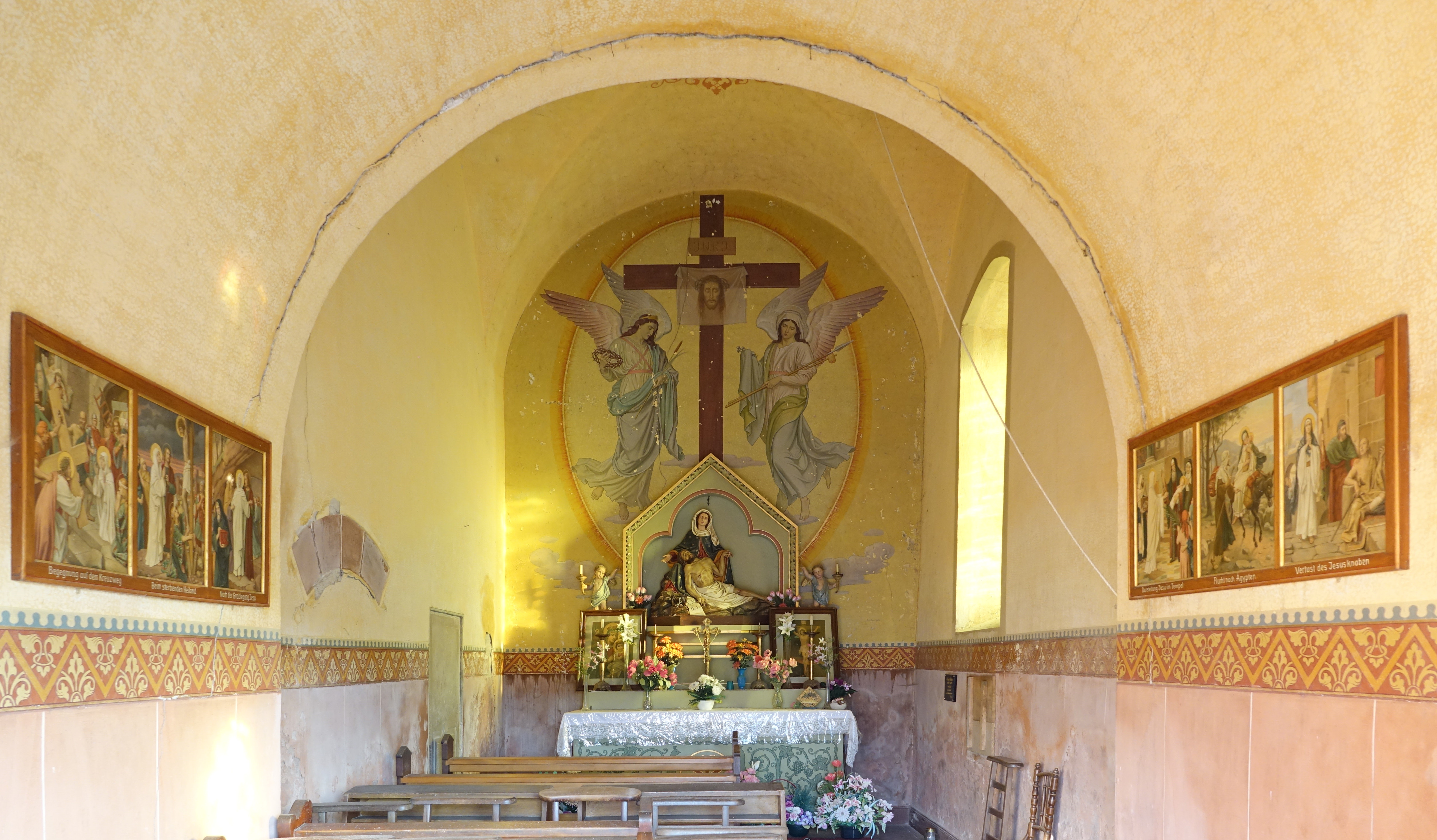
Intérieur de la chapelle du cimetière.
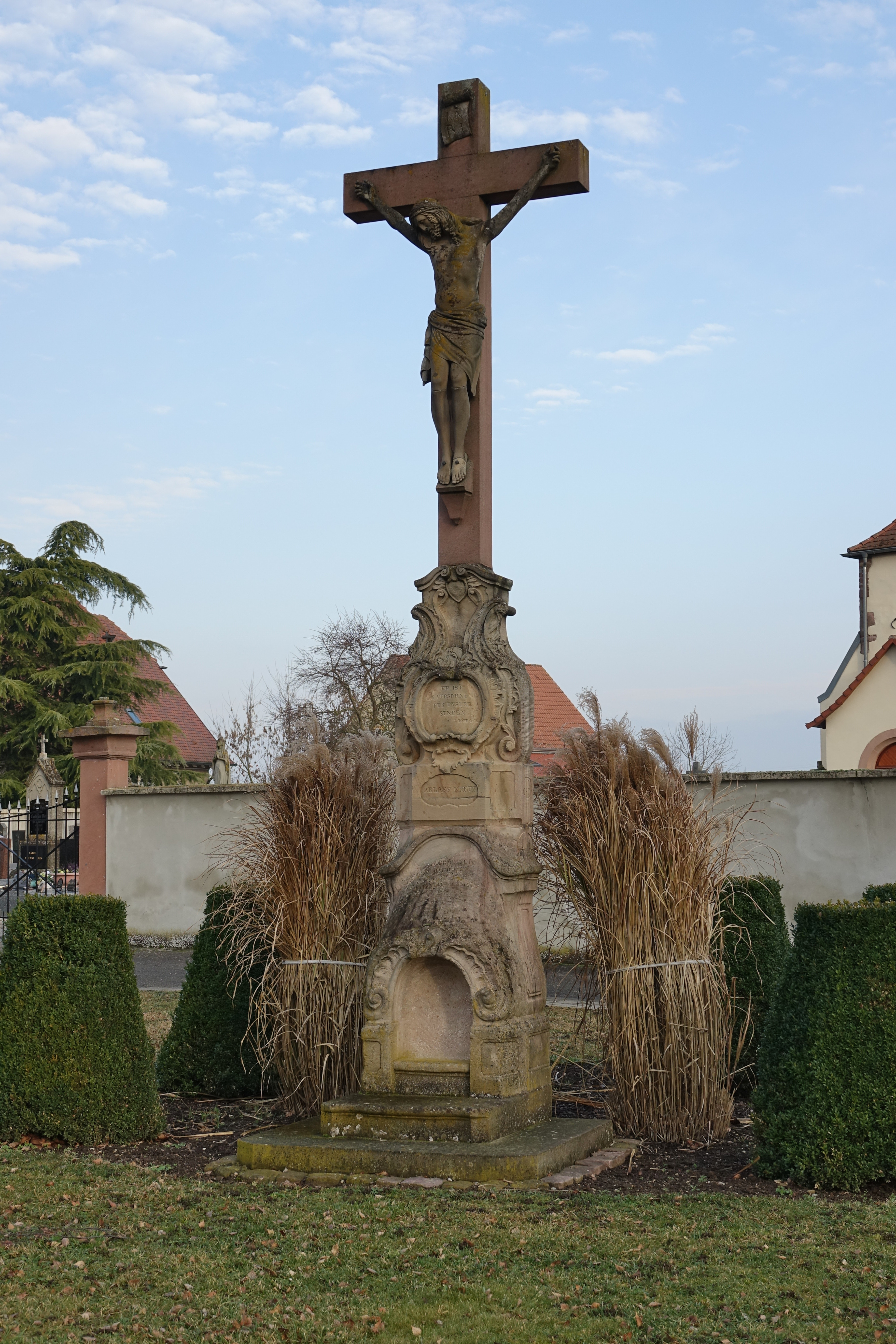
Croix du cimetière.

### Moulin à huile
Moulin, maison forestière.

## Personnalités liées à la commune
- Personnalités liées à la propriété du moulin :
  - Zimmern ;
  - Flachslanden.
- Antoine Ringeisen (architecte d'arrondissement), ayant établi les bases des plans et les directives de la construction de la synagogue vers 1867.

## Galerie

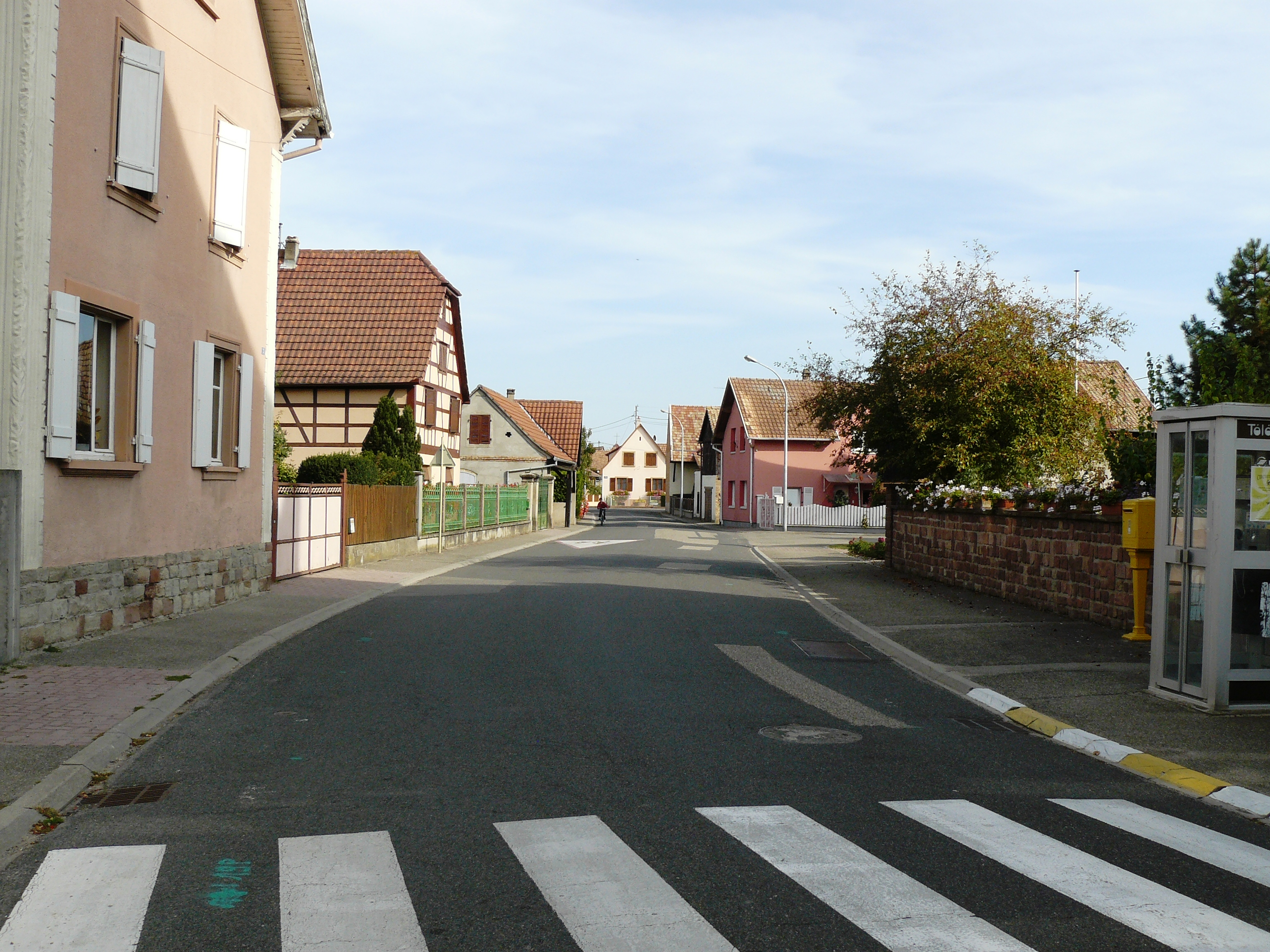
Rue principale.
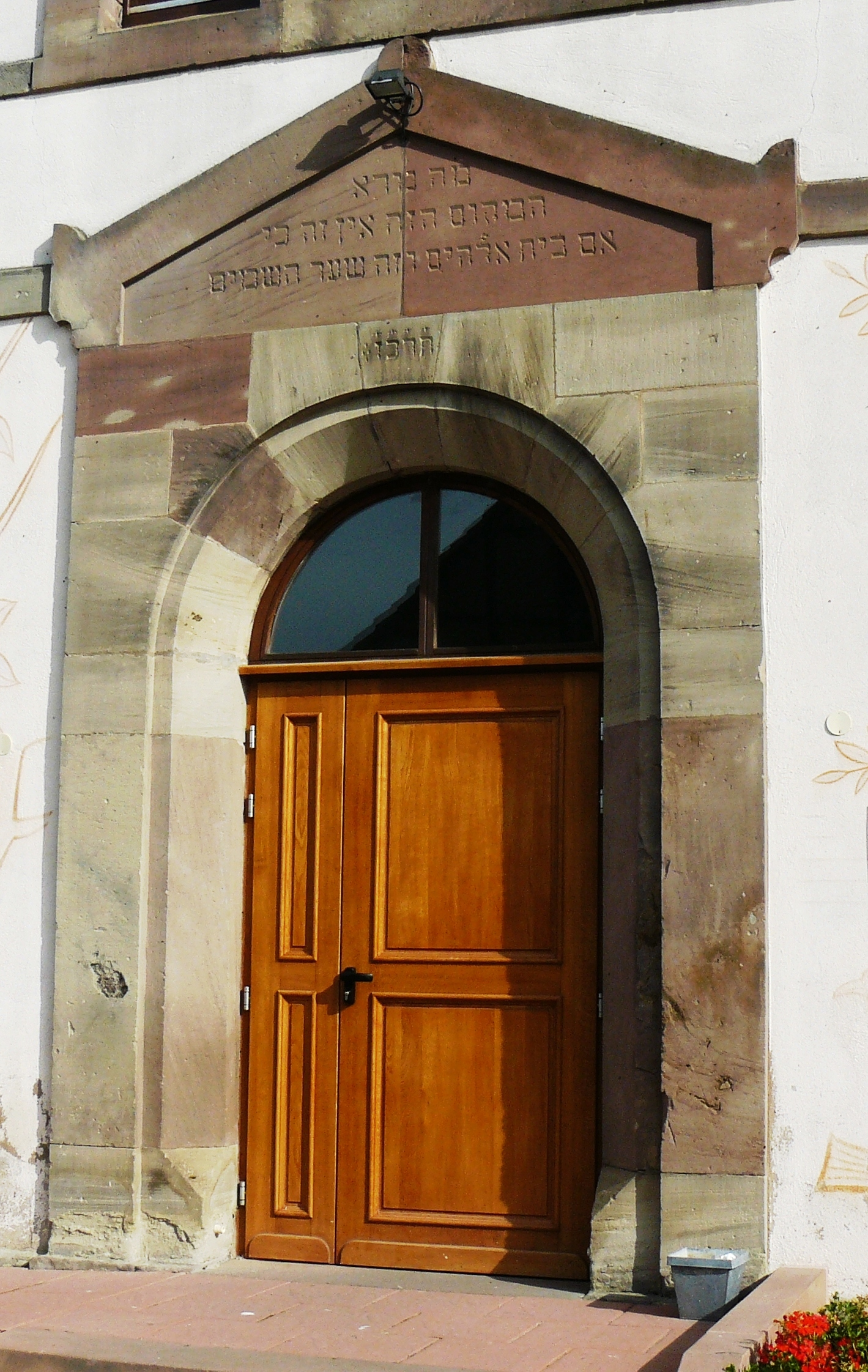
Porche de la synagogue de Mackenheim.
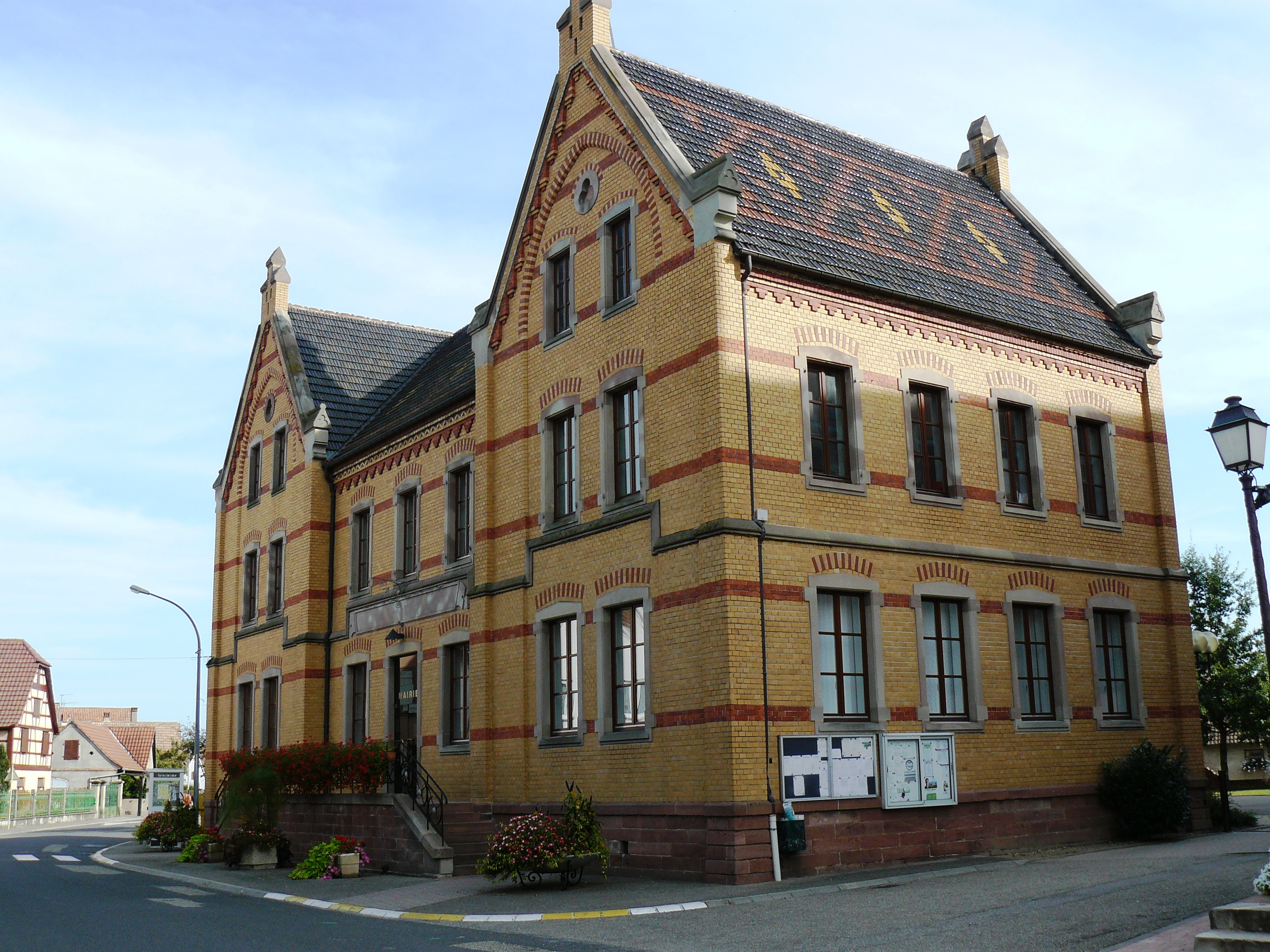
Mairie-école de Mackenheim.
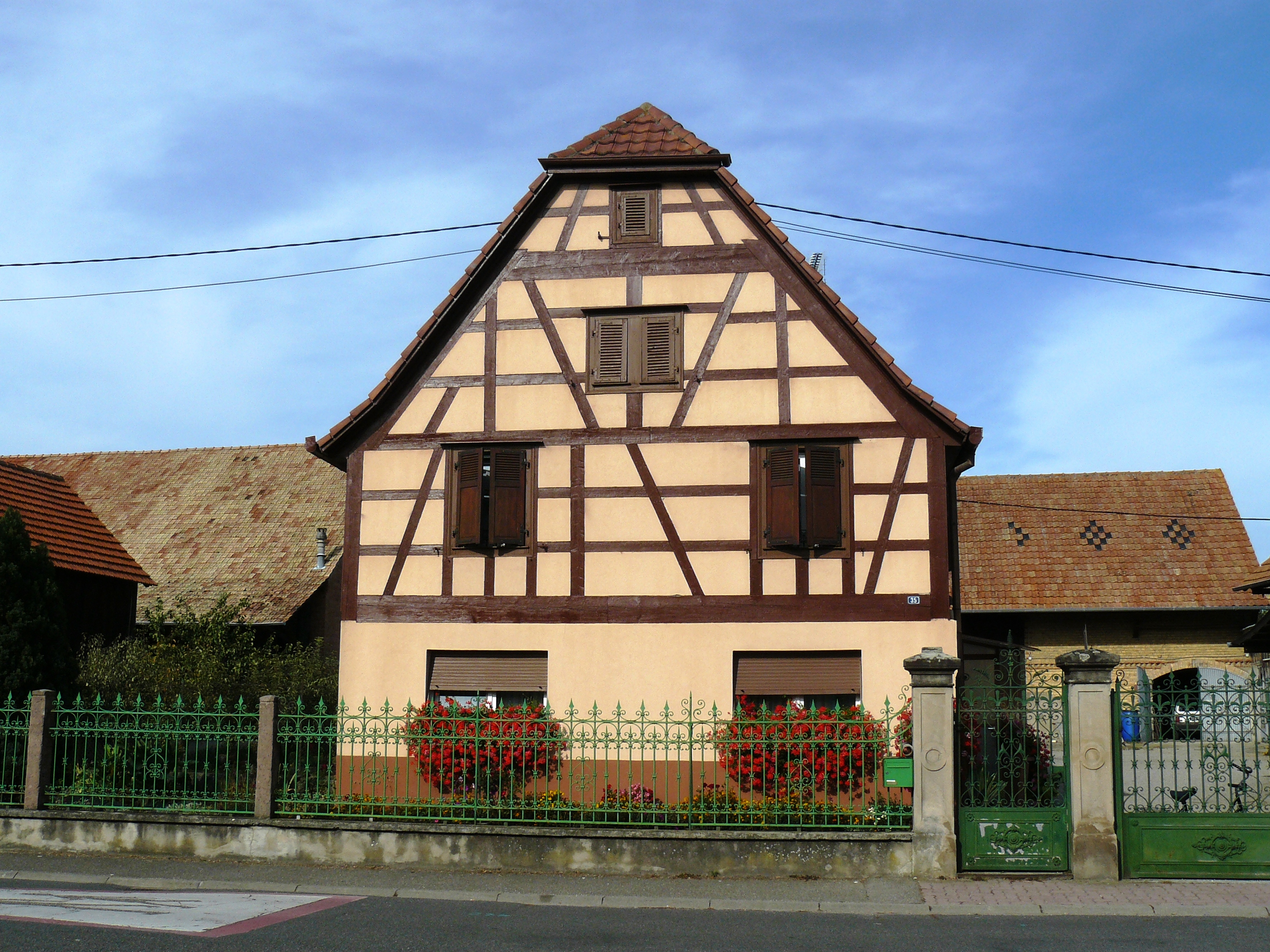
Maison à colombage à Mackenheim.
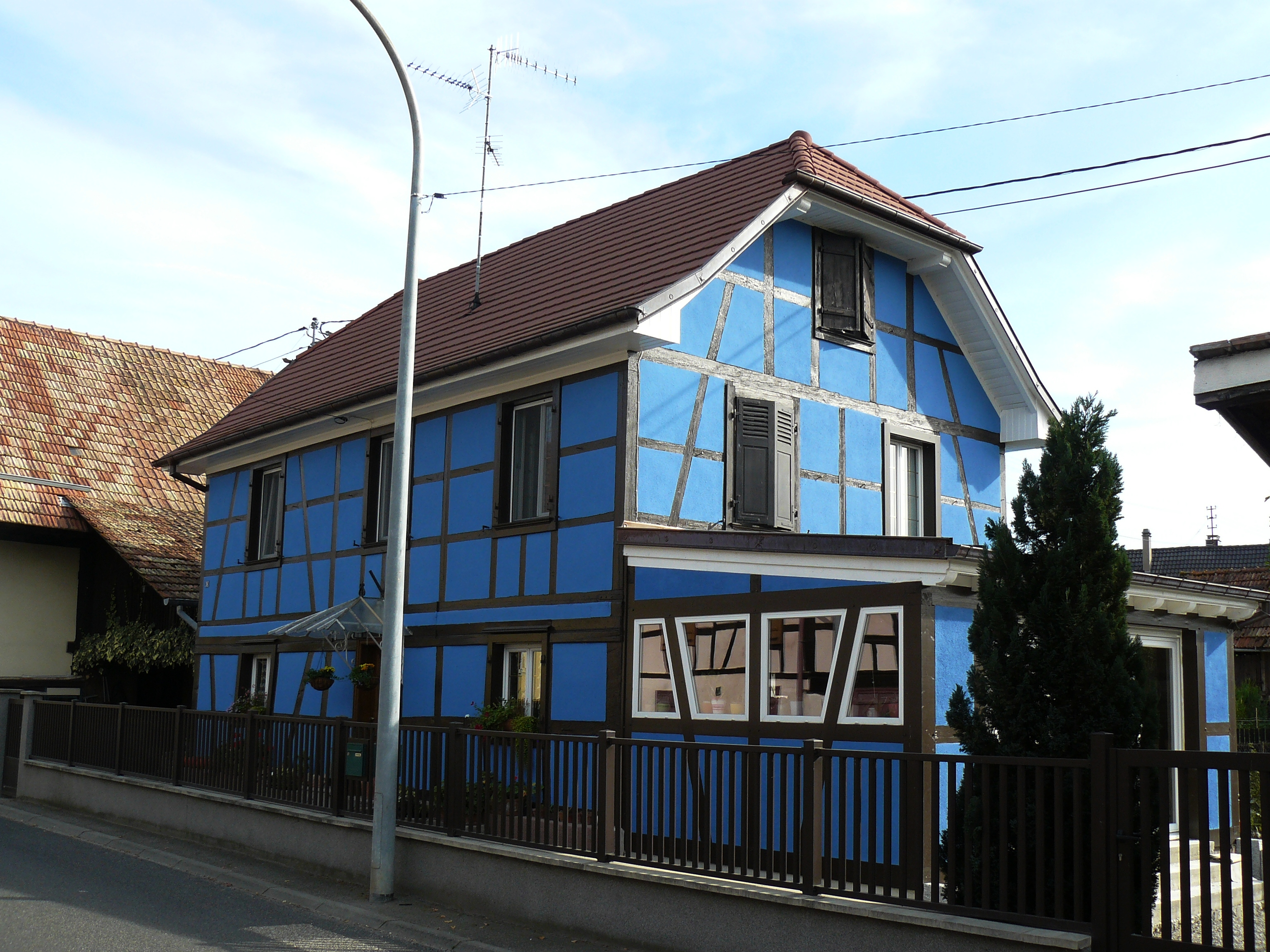
Maison à colombage à Mackenheim.
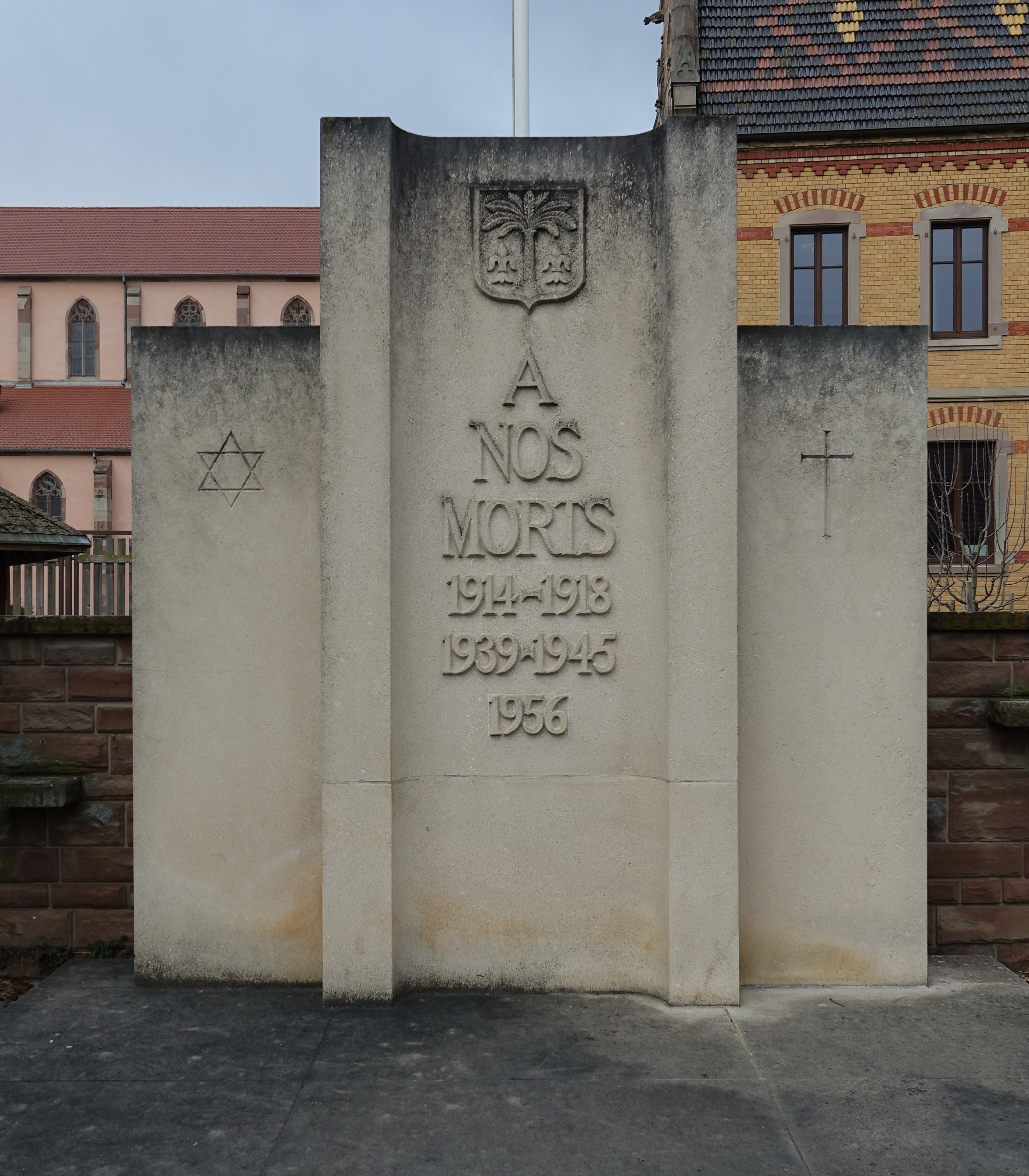
Le monument aux morts de Mackenheim.
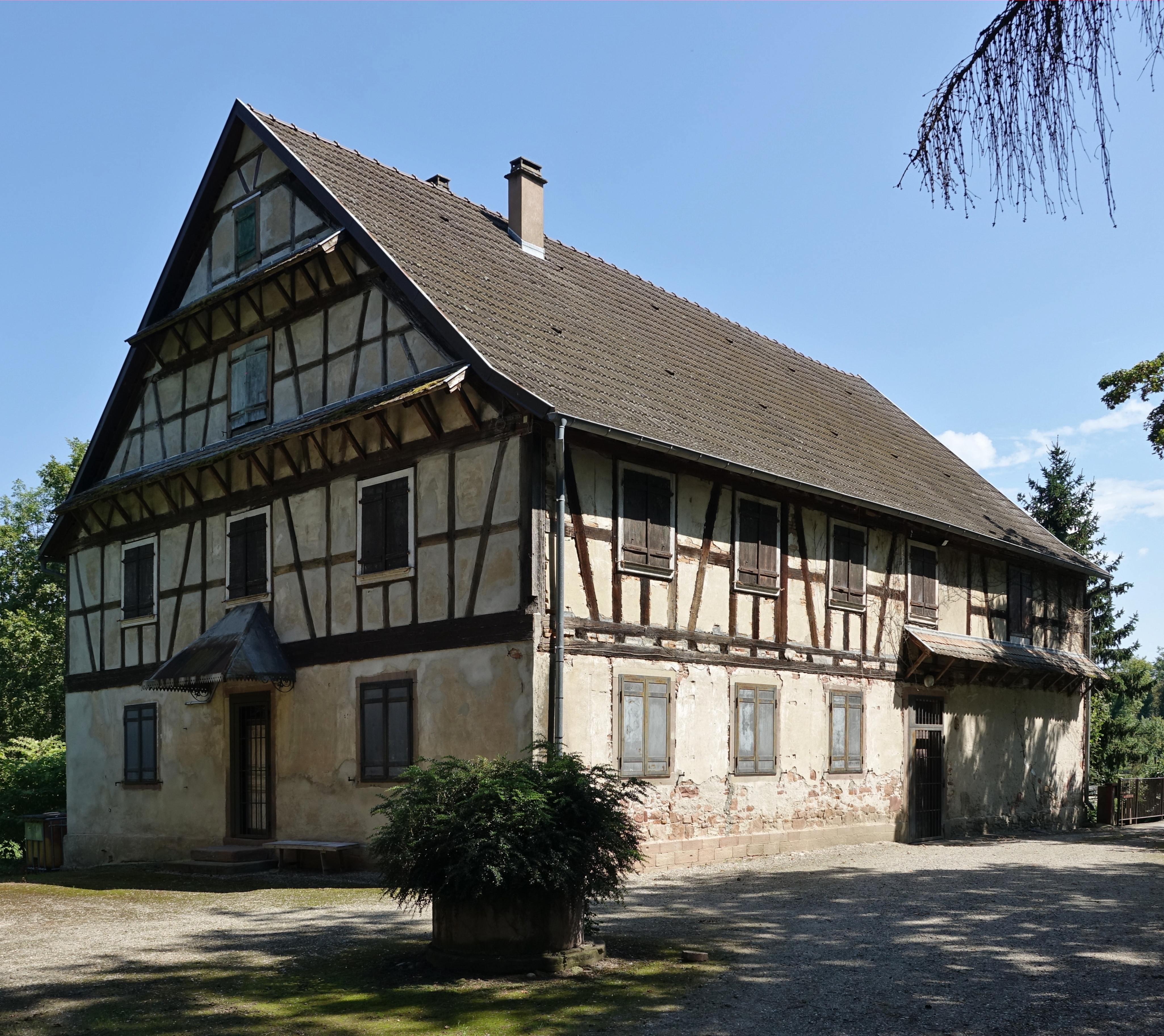
La maison forestière.